# Les Femmes de Stepford (film)
Pour les articles homonymes, voir Les Femmes de Stepford.
Série
Les Envoûtées de Stepford
(1980)
Pour plus de détails, voir Fiche technique et Distribution.
Les Femmes de Stepford ou Les Épouses modèles au Québec (titre original : The Stepford Wives) est un film américain de science-fiction réalisé par Bryan Forbes et sorti le 12 février 1975.
Le film est une adaptation du roman homonyme de l'écrivain de science-fiction Ira Levin publié en 1972.

## Synopsis
Dans la petite ville de Stepford, les femmes sont entièrement soumises à leurs paresseux maris : elles s'occupent volontiers de toutes les tâches ménagères et font preuve d'un manque flagrant d'intelligence, alors que les hommes prennent toutes les décisions. Joanna (Katharine Ross) et son amie Bobbie (Paula Prentiss), s'inquiétant de cet état de fait, commencent à mener l'enquête. Elles ne sont pas au bout de leurs surprises.

## Fiche technique
- Titre : Le Mystère Stepford[1] (titre québécois : Les Femmes de Stepford[2],[3])
- Titre original : The Stepford Wives
- Réalisateur : Bryan Forbes
- Scénario : William Goldman, adapté du roman Les Femmes de Stepford d'Ira Levin
- Costumes : Anna Hill Johnstone
- Pays d'origine : États-Unis
- Genre : Film de science-fiction, Film d'horreur, Thriller
- Durée : 115 minutes
- Date de sortie : 12 février 1975

## Distribution
- Katharine Ross (VQ : Élizabeth Lesieur) : Joanna Eberhart
- Paula Prentiss (VQ : Anne Caron) : Bobbie Markowe
- Peter Masterson (VQ : Claude Préfontaine) : Walter Eberhart
- Patrick O'Neal (VQ : Pascal Rollin) : Dale Coba
- Nanette Newman (VQ : Michelle Rossignol) : Carol Van Sant
- Tina Louise (VQ : Andrée Lachapelle) : Charmaine Wimpiris
- Carol Eve Rossen (VQ : Françoise Faucher) : Dr Fancher
- William Prince (VQ : Jean Brousseau) : Ike Mazzard
- Carole Mallory : Kit Sunderson
- Toni Reid : Marie Axhelm
- Judith Baldwin : Patricia Cornell
- Barbara Rucker (VQ : Marie Bégin) : Mary Ann Stravros
- George Coe (VQ : Alain Gélinas) </small: Claude Axhelm

## Récompenses et distinctions
- Nomination au Saturn Award du meilleur film de science-fiction, par l'Académie des films de science-fiction, fantastique et horreur.